# Lord of the Mysteries
Lord of the Mysteries (诡秘之主S, Guǐ mì zhī zhǔP) è un romanzo online cinese scritto da "Cuttlefish That Loves Diving", pseudonimo di Yuan Ye (袁野S), e pubblicato sulla piattaforma Qidian dal 2018 al 2020. La storia fonde elementi steampunk, orrore lovecraftiano e xiānxiá in un mondo ispirato all'età vittoriana. Il 4 marzo 2023 viene pubblicato il sequel Circle of Inevitability (宿命之环S, Sùmìng zhī huánP), ambientato 6-7 anni dopo.

## Trama
La storia inizia nell'anno 1349 del Calendario delle Epoche. Zhou Mingrui, un giovane cinese, trasmigra nel corpo di un laureato, Klein Moretti, dopo il discutibile suicidio di quest'ultimo. Ritrovandosi in un mondo che ricorda l'Inghilterra tardo vittoriana con la presenza di macchine a vapore ma anche di poteri mistici, Zhou (ora Klein Moretti) cerca un modo per tornare a casa, ma dopo aver riprodotto il rituale che presumibilmente è stato il catalizzatore della sua trasmigrazione, finisce in un'altra dimensione composta da Nebbia Grigia. Qui incontra altre due persone, Audrey Hall e Alger Wilson, anch'esse finite lì attraverso dei rituali e da cui apprende dell'esistenza degli Eccelsi, persone dotate di poteri soprannaturali. Creatosi l'identità di un'entità divina in grado di controllare la dimensione, Zhou fonda insieme ad Audrey e Alger un'organizzazione nota come il Circolo dei Tarocchi, usando come pseudonimi i nomi delle carte omonime, scambiandosi e condividendo informazioni e ingredienti sulle pozioni per diventare Eccelsi per raggiungere i propri obiettivi. Zhou dovrà così scoprire cosa si cela dietro il suicidio di Klein, accrescendo al contempo il suo potere per tornare finalmente a casa.

## Media

### Romanzo online
Il romanzo Lord of the Mysteries (诡秘之主S, Guǐ mì zhī zhǔP) è stato pubblicato a puntate su Qidian dal 1º aprile 2018 al 1º maggio 2020. Si compone di 1430 capitoli raccolti in otto volumi. La serie è stata tradotta in coreano, inglese, thailandese e pubblicata da vari editori.
Il 4 marzo 2023 viene pubblicato il sequel Circle of Inevitability (宿命之环S, Sùmìng zhī huánP), ambientato 6-7 anni dopo.

### Manhua
Un adattamento manhua è stato serializzato dal 21 gennaio 2020 sulla piattaforma Bilibili Manhua, ma è stato sospeso ad agosto dal capitolo 65. Nel 2025 ha debuttato un remake su Tencent Manhua APPs.

### Serie animata
Un adattamento donghua, diretto da Xiong Ke e scritto da Yuan Ye, e prodotto da B.CMay Pictures, ha debuttato con uno speciale episodio doppio il 28 giugno 2025. I produttori hanno rivelato che la prima stagione conterà 13 episodi e due speciali, e che saranno previste più stagioni. La serie è in streaming su WeTV e Crunchyroll, sottotitolata in varie lingue tra cui l'italiano.
La sigla di chiusura Dark Dream è cantata da Curley Gao.

#### Episodi
| Nº | Titolo                                 | Data uscita    |
| -- | -------------------------------------- | -------------- |
| 1  | Il Matto (愚者S, YúzhěP)               | 28 giugno 2025 |
| 2  | Gli Eccelsi (非凡S, FēifánP)           | 28 giugno 2025 |
| 3  | Il codice (笔记S, BǐjìP)               | 5 luglio 2025  |
| 4  | Specchio magico (魔镜S, Mó jìngP)      | 12 luglio 2025 |
| 5  | L'eroe (英雄S, YīngxióngP)             | 19 luglio 2025 |
| 6  | Il professore (老师S, LǎoshīP)         | 26 luglio 2025 |
| 7  | Coincidenze (巧合S, QiǎohéP)           | 2 agosto 2025  |
| 8  | Perdita di controllo (失控S, ShīkòngP) | 9 agosto 2025  |
| 9  | Ritrovo (聚会S, JùhuìP)                | 16 agosto 2025 |

### Videogioco
Un videogioco di ruolo multipiattaforma tramite Unreal Engine 5 è in fase di sviluppo a partire dal 2024.

## Accoglienza
Il romanzo ha raccolto un vasto fandom tra il pubblico cinese ed è stato votato al primo posto nella classifica di popolarità di Qidian per diversi mesi consecutivi, con decine di milioni di lettori nel 2023. In varie occasioni l'autore si è confrontato direttamente online con i fan della serie riguardo alle loro teorie sul protagonista e sulle sue abilità, a volte confermando le speculazioni dei lettori o reindirizzandole. Ha anche incorporato il feedback dei lettori nei futuri capitoli della serie.
È uno dei 144 romanzi web inseriti tra il 2020 e il 2022 nella Biblioteca nazionale della Cina. Si è dimostrata una delle serie trainanti dell'emergente mercato della letteratura online cinese quando nel 2024 è stata inserita insieme ad altri dieci titoli nella collezione della British Library.